# Csungin

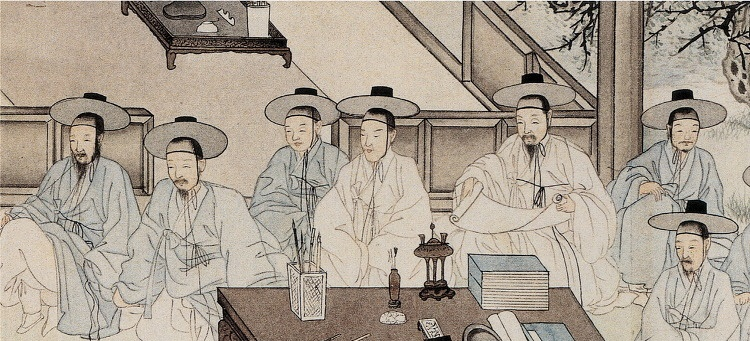
Csungin (Jungin) osztálybelieket ábrázoló festmény

A csungin (hangul: 중인, handzsa: 中人, RR: jungin; chungin; „középen elhelyezkedő emberek”) a koreai Csoszon (Joseon) társadalmának egy csoportja volt, amely a jangban (yangban) nemesség alatt, de a köznép felett helyezkedett el a társadalmi ranglétrán. Ebbe a tulajdonképpeni „középosztályba” tartoztak az úgynevezett „technikai szakemberek” és a vidéki, örökletes kis tisztségviselők.

## Jellemzőik

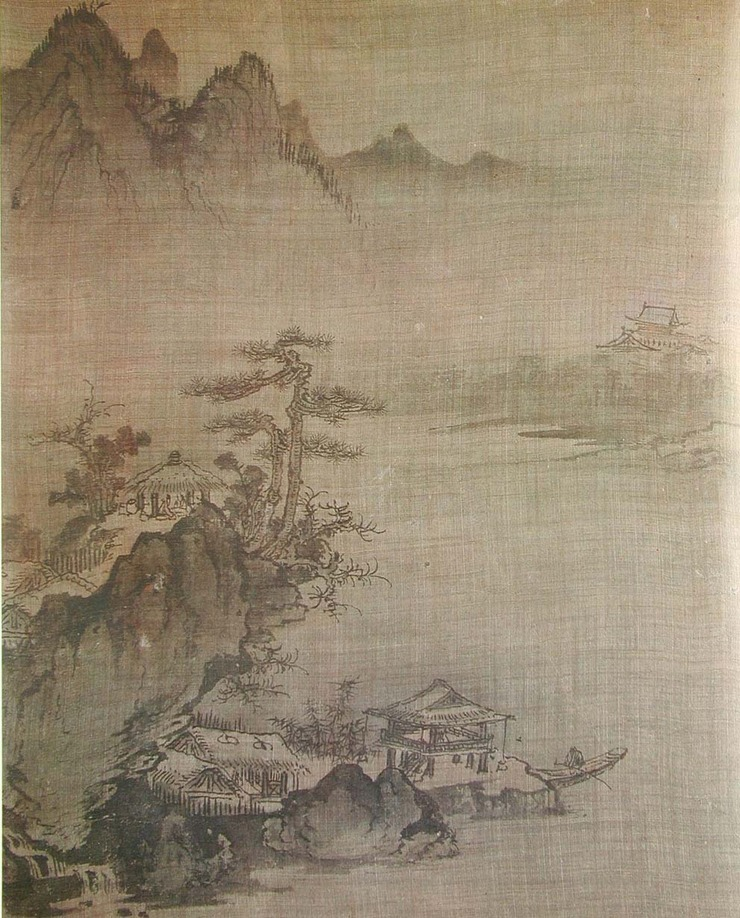
An Gjon (An Gyeon) Kései tavasz című festménye

A középosztályt alkotó csungin (jungin) réteg örökletes társadalmi osztály volt, ide sorolták az úgynevezett „technikai szakembereket”, azaz a tolmácsokat, írnokokat, csillagászokat, könyvelőket, orvosokat, zenészeket, festőket, jogászokat, valamint a vidéki tisztségviselőket (adzson (ajeon)). Közéjük tartoztak a jangbanok (yangbanok) illegitim (alsóbb osztályból származó ágyasoktól született) gyermekei (szodzsa (seoja)) is. Ezek a szakemberek speciális vizsgát tettek le (csapkva (japkwa), 잡과), a szigorúan vérvonalkövető koreai társadalomban a jobbára lecsúszott nemesekből vagy felemelkedett közrendűekből álló osztály tagjai magas pozíciókat nem tölthettek be. Népszerűek voltak a tolmács és orvos pozíciók, mivel ezek lehetőséget adtak az utazásra, akár külföldre is, ahol kereskedelmi tevékenységet folytathattak.
A Szöulban dolgozó csungin (jungin)ok  egy része meglehetősen gazdagnak számított. Saját genealógiát, családfát vezettek, a 18.-19. században sokuk járult hozzá az irodalmi élethez. Ugyanakkor nagy befolyással bírtak a vidéki adminisztrációban és megkerülhetetlenné tették magukat. Az idegen nyelveket ismerő tolmácsok közül kerültek ki később azok, akik megismertették a nyugati kultúrát Koreával.
A legtöbb hivatásos művész ebből az osztályból került ki, képességeiket azonban kevesebbre tartották, mint az amatőr jangban (yangban) irodalmárokét. Néhányuknak ennek ellenére sikerült számottevő hirnévre szert tenniük, min például An Gjon (An Gyeon) (안견; 15. század), I Szangdzsva (Yi Sang-jwa) (이상좌, 16. század) vagy Sin Junbok (Sin Yun-bok) (신윤복, 18. század).